# AHEAD/REPLAY
「AHEAD/REPLAY」（アヘッド/リプレイ）は、日本のロックユニット、VAMPSの8枚目のシングル。2013年7月3日発売。発売元はユニバーサルミュージック内のレーベル、Delicious Deli Records。

## 解説
前作「MEMORIES」から約2年半ぶりとなるVAMPS初の両A面シングル。
VAMPSは2013年2月にユニバーサルミュージック内のレーベル、Delicious Deli Recordsに移籍しており、本作がライヴビデオ『VAMPS LIVE 2012』に続く移籍第二弾の作品、そして初のシングルとなっている。HYDEは移籍に際し「国内外で活動していて自分たちに必要な要素がユニバーサルミュージックにあると感じました。自分たちの活動を効果的に広められるのではないかと期待しています」とコメントを発表している。また、K.A.Zは「海外へ向けてのアプローチをしていくに当たって新たなパートナーと共に活動範囲を広めていきたい」とコメントしている。なお、VAMPSはこの移籍のタイミングで、マドンナやU2、レディー・ガガなどのツアーを手掛けている世界規模のコンサート興行カンパニー、ライヴ・ネイションと提携することを発表している。
本作の表題曲「AHEAD」は、ヘヴィなサウンドと疾走感あるポップなメロディが印象的なロックナンバーとなっている。作曲を担当したHYDEは本作発売当時に受けたインタビューの中で、アレンジ作業を振り返り「ヘビーな曲をもっと増やしたいなって気持ちもあったんで、アレンジはどちらかというとヘビーな方向に寄せました」と述懐している。また、HYDEはこの曲の作詞作業を振り返り「僕は普段ライブでよく"悔いを残すな"っていうことを言ってるんですけど、自分の活動においてもそういう気持ちであるべきだと思ってます。ダラダラして終わってしまうのは嫌だし、燃え尽きるならバッと行ってしまいたいというか。行けるときに行かないと"あのときに行っておけばよかったな"ってなりかねないので、そういう自分の今の気持ちを形にしたのが「AHEAD」です」と述べている。余談だが、この曲のタイトルは、HYDEが愛読していた漫画『TO-Y』に登場するキャラクター、TO-Y（藤井冬威）のデビュー曲「A-HEAD」から拝借されている。なお、本作のジャケットには、"A"を丸で囲った表記で曲名が描かれているが、これもTO-Yの楽曲名の表記に合わせたものとなっている。
もう一つの表題曲である「REPLAY」は、スピリチュアルな雰囲気を内包したダークなロックナンバーとなっている。生のバンドサウンドのプレイが映える「AHEAD」とは対照的にシンセサイザーの音色が印象的な楽曲に仕上げられているが、HYDEはこの2曲が生まれた経緯について「最初は打ち込みメインの曲を作りたいなと思って、「REPLAY」を作ったんですけど、そこにたまたま「AHEAD」みたいなタイプの曲ができて」と語っている。なお、この曲はiOS/Android向けゲーム『ダークラビリンス』へのテーマソング提供依頼を受けて制作が行われている。作曲を担当したK.A.Zは制作を振り返り「ゲームとのタイアップというのもあって、歯切れがよくて、ダークで悪そうな鋭いサウンド…どちらかというとデジタルの冷たさが似合いそうな曲を意識しました」と述懐している。
なお、本作及び3rdアルバム『BLOODSUCKERS』のプロデュースは、VAMPSに加え、ジョシュ・ウィルバーが担当している。ちなみにジョシュは、VAMPSがこれまでに発表したアルバム『VAMPS』『BEAST』や、HYDEが2003年に発表した2ndソロアルバム『666』のミックス作業に携わっていたグラミー・エンジニアである。
本作は、初回限定盤A（CD＋DVD）、初回限定盤B（CD＋DVD）、通常盤（CD）の3形態でフィジカルが発売された。初回盤Aには表題曲「AHEAD」のミュージック・ビデオと、HYDEが出演したソニーモバイルコミュニケーションズ「au Xperia UL SOL22」のCM映像集が収録されたDVDが付属している。また、初回盤Bには「AHEAD」のミュージック・ビデオと、iOS/Android向けゲーム『ダークラビリンス』のトレーラームービーが収録されたDVDが付属している。
余談だが、本作発売から約8か月後の2014年3月10日には、表題曲「AHEAD」の全英語詞バージョン「WORLD'S END」が日本を除く海外にて配信開始されている（詳細は配信限定楽曲の項目を参照）。

## 収録曲
- 初回限定盤Bのみ1曲目と2曲目および3曲目と4曲目が入れ替わっている。

| #  | タイトル                  | 作詞 | 作曲  | 編曲  | 時間 |
| -- | ------------------------- | ---- | ----- | ----- | ---- |
| 1. | 「AHEAD」                 | HYDE | HYDE  | VAMPS | 4:14 |
| 2. | 「REPLAY」                | HYDE | K.A.Z | VAMPS | 4:14 |
| 3. | 「AHEAD (Instrumental)」  |      | HYDE  | VAMPS | 4:14 |
| 4. | 「REPLAY (Instrumental)」 |      | K.A.Z | VAMPS | 4:13 |

## 初回限定盤付属DVD
- 初回限定盤A特典DVD

1. AHEAD -Music Video-
ディレクター：maxilla
2. Xperia(TM) UL TVCM Real Music篇 15秒
3. Xperia(TM) UL TVCM Real Music篇 30秒
4. Xperia(TM) UL TVCM Real Music篇 -

- 初回限定盤B特典DVD

1. REPLAY -Music Video-
ディレクター：野田智雄
2. ダークラビリンス -Trailer Movie-

## タイアップ
AHEAD
- ソニーモバイルコミュニケーションズ「au Xperia UL SOL22」CMソング（HYDEのみ出演）
- 『CR真・北斗無双』提供曲

REPLAY
- iOS/Android向けゲーム『ダークラビリンス』テーマソング

## 参加ミュージシャン
AHEAD
- HYDE：Vocal
- K.A.Z：Guitar, Programming
  - Ju-ken：Bass
  - Arimatsu：Drums
  - 斉藤仁：Sythesizer Programming

REPLAY
- HYDE：Vocal
- K.A.Z：Guitar, Programming
  - Ju-ken：Bass
  - Arimatsu：Drums
  - 斉藤仁：Sythesizer Programming

## 収録アルバム
- 『BLOODSUCKERS』 (#1,アルバムバージョン、#2)
- 『BLOODSUCKERS (International Edition)』 (#1,全英語詞バージョン、#2)

## 配信限定楽曲

### 解説
2014年3月10日配信開始（日本を除く）。発売元はユニバーサルミュージック内のレーベル、Delicious Deli Records。
本作の表題曲「WORLD'S END」は、「AHEAD」の全英語詞バージョンとなっている。この曲は、2015年3月24日に発表された3rdアルバム『BLOODSUCKERS』の海外盤に収められているが、表記はされていないがアルバムミックスでの収録となっているため、配信されたバージョンは現在に至るまでフィジカル化されていない。

### 収録曲
| #  | タイトル        | 作詞 | 作曲 | 編曲  | 時間 |
| -- | --------------- | ---- | ---- | ----- | ---- |
| 1. | 「WORLD'S END」 | HYDE | HYDE | VAMPS | 4:12 |

### 収録アルバム
- 『BLOODSUCKERS (International Edition)』 (#1)